# Gran Premio motociclistico del Portogallo 2002
Il Gran Premio motociclistico del Portogallo 2002 corso l'8 settembre, è stato l'undicesimo Gran Premio della stagione 2002  e ha visto vincere la Honda di Valentino Rossi nella classe MotoGP, Fonsi Nieto nella classe 250 e Arnaud Vincent nella classe 125.
La pioggia ha disturbato le varie gare, causando anche vari incidenti; la conseguenza è che in nessuna delle prove in programma sono stati assegnati tutti i punti a disposizione, visto che gli arrivati al traguardo sono stati sempre inferiori a 15.

## MotoGP

### Arrivati al traguardo
| Pos. | Nº | Pilota            | Squadra                    | Motocicletta   | Giri | Tempo     | Griglia | Punti |
| ---- | -- | ----------------- | -------------------------- | -------------- | ---- | --------- | ------- | ----- |
| 1º   | 46 | Valentino Rossi   | Repsol Honda               | Honda RC211V   | 28   | 54:12.962 | 3       | 25    |
| 2º   | 7  | Carlos Checa      | Marlboro Yamaha            | Yamaha YZR-M1  | 28   | +22.200   | 1       | 20    |
| 3º   | 11 | Tōru Ukawa        | Repsol Honda               | Honda RC211V   | 28   | +24.220   | 8       | 16    |
| 4º   | 10 | Kenny Roberts Jr  | Telefonica Movistar Suzuki | Suzuki GSV-R   | 28   | +40.832   | 12      | 13    |
| 5º   | 4  | Alex Barros       | West Honda Pons            | Honda NSR 500  | 28   | +42.709   | 4       | 11    |
| 6º   | 3  | Max Biaggi        | Marlboro Yamaha            | Yamaha YZR-M1  | 28   | +44.064   | 5       | 10    |
| 7º   | 6  | Norick Abe        | Antena 3 Yamaha d'Antín    | Yamaha YZR 500 | 28   | +1:49.012 | 13      | 9     |
| 8º   | 21 | John Hopkins      | Red Bull Yamaha WCM        | Yamaha YZR 500 | 28   | +2:03.101 | 15      | 8     |
| 9º   | 99 | Jeremy McWilliams | Proton Team KR             | Proton KR3     | 27   | +1 giro   | 6       | 7     |
| 10º  | 31 | Tetsuya Harada    | Pramac Honda Racing        | Honda NSR 500  | 27   | +1 giro   | 18      | 6     |
| 11º  | 8  | Garry McCoy       | Red Bull Yamaha WCM        | Yamaha YZR 500 | 27   | +1 giro   | 16      | 5     |
| 12º  | 56 | Shin'ya Nakano    | Gauloises Yamaha Tech 3    | Yamaha YZR 500 | 27   | +1 giro   | 17      | 4     |

### Ritirati
| Nº | Pilota                   | Squadra                    | Motocicletta    | Giri | Griglia |
| -- | ------------------------ | -------------------------- | --------------- | ---- | ------- |
| 15 | Sete Gibernau            | Telefonica Movistar Suzuki | Suzuki GSV-R    | 24   | 9       |
| 74 | Daijirō Katō             | Fortuna Honda Gresini      | Honda RC211V    | 7    | 2       |
| 65 | Loris Capirossi          | West Honda Pons            | Honda NSR 500   | 6    | 7       |
| 55 | Régis Laconi             | MS Aprilia Racing          | Aprilia RS Cube | 3    | 14      |
| 9  | Nobuatsu Aoki            | Proton Team KR             | Proton KR3      | 2    | 11      |
| 17 | Jurgen van den Goorbergh | Kanemoto Racing            | Honda NSR 500   | 2    | 10      |
| 19 | Olivier Jacque           | Gauloises Yamaha Tech 3    | Yamaha YZR 500  | 0    | 19      |
| 20 | Pere Riba                | Antena 3 Yamaha d'Antín    | Yamaha YZR 500  | 0    | 20      |

## Classe 250

### Arrivati al traguardo
| Pos. | Nº | Pilota            | Squadra                     | Motocicletta | Giri | Tempo     | Griglia | Punti |
| ---- | -- | ----------------- | --------------------------- | ------------ | ---- | --------- | ------- | ----- |
| 1º   | 10 | Fonsi Nieto       | Telefonica Movistar-Repsol  | Aprilia      | 26   | 53:58.901 | 3       | 25    |
| 2º   | 3  | Marco Melandri    | MS Aprilia Racing           | Aprilia      | 26   | +0.684    | 2       | 20    |
| 3º   | 9  | Sebastián Porto   | Petronas Sprinta Yamaha TVK | Yamaha       | 26   | +7.342    | 1       | 16    |
| 4º   | 4  | Roberto Rolfo     | Fortuna Honda Gresini       | Honda        | 26   | +23.576   | 4       | 13    |
| 5º   | 15 | Roberto Locatelli | Tu Racing                   | Aprilia      | 26   | +49.234   | 11      | 11    |
| 6º   | 7  | Emilio Alzamora   | Fortuna Honda Gresini       | Honda        | 26   | +1:00.628 | 7       | 10    |
| 7º   | 19 | Leon Haslam       | Cibertel Honda BQR          | Honda        | 26   | +1:36.634 | 14      | 9     |
| 8º   | 42 | David Checa       | Safilo Oxydo Race LCR       | Aprilia      | 26   | +1:39.550 | 19      | 8     |
| 9º   | 28 | Dirk Heidolf      | Aprilia Germany             | Aprilia      | 26   | +2:12.740 | 21      | 7     |
| 10º  | 32 | Héctor Faubel     | RFME Equipo Nacional        | Aprilia      | 25   | +1 giro   | 22      | 6     |
| 11º  | 22 | Raúl Jara         | RFME Equipo Nacional        | Aprilia      | 25   | +1 giro   | 23      | 5     |
| 12º  | 36 | Erwan Nigon       | Equipe de France - Scrab GP | Aprilia      | 25   | +1 giro   | 20      | 4     |
| 13º  | 24 | Toni Elías        | Telefonica Movistar-Repsol  | Aprilia      | 23   | +3 giri   | 6       | 3     |

### Ritirati
| Nº | Pilota          | Squadra                        | Motocicletta | Giri | Griglia |
| -- | --------------- | ------------------------------ | ------------ | ---- | ------- |
| 57 | Grégory Lefort  | Equipe de France - Scrab GP    | Aprilia      | 23   | 24      |
| 18 | Shahrol Yuzy    | Petronas Sprinta Yamaha TVK    | Yamaha       | 22   | 12      |
| 8  | Naoki Matsudo   | Dark Dog Yamaha Kurz           | Yamaha       | 21   | 8       |
| 21 | Franco Battaini | Imola Circuit Exalt Cycle Race | Aprilia      | 20   | 5       |
| 27 | Casey Stoner    | Safilo Oxydo Race LCR          | Aprilia      | 19   | 13      |
| 11 | Haruchika Aoki  | DeGraaf Grand Prix             | Honda        | 17   | 15      |
| 12 | Jason Vincent   | Cibertel Honda BQR             | Honda        | 17   | 18      |
| 34 | Eric Bataille   | Cibertel Honda BQR             | Honda        | 7    | 17      |
| 6  | Alex Debón      | Campetella Racing              | Aprilia      | 6    | 10      |
| 13 | Jaroslav Huleš  | Dark Dog Yamaha Kurz           | Yamaha       | 2    | 16      |
| 17 | Randy de Puniet | Campetella Racing              | Aprilia      | 0    | 9       |

### Non qualificato
| Nº | Pilota     | Squadra            | Motocicletta |
| -- | ---------- | ------------------ | ------------ |
| 30 | Rob Filart | DeGraaf Grand Prix | Honda        |

## Classe 125

### Arrivati al traguardo
| Pos. | Nº | Pilota            | Squadra                        | Motocicletta | Giri | Tempo     | Griglia | Punti |
| ---- | -- | ----------------- | ------------------------------ | ------------ | ---- | --------- | ------- | ----- |
| 1º   | 21 | Arnaud Vincent    | Imola Circuit Exalt Cycle Race | Aprilia      | 24   | 49:05.300 | 9       | 25    |
| 2º   | 16 | Simone Sanna      | Tu Racing                      | Aprilia      | 24   | +0.867    | 6       | 20    |
| 3º   | 17 | Steve Jenkner     | UGT 3000 - Abruzzo             | Aprilia      | 24   | +2.600    | 4       | 16    |
| 4º   | 22 | Pablo Nieto       | Master-Aspar                   | Aprilia      | 24   | +48.520   | 21      | 13    |
| 5º   | 5  | Masao Azuma       | Tribe by Breil                 | Honda        | 24   | +57.972   | 20      | 11    |
| 6º   | 4  | Lucio Cecchinello | Safilo Oxydo Race LCR          | Aprilia      | 24   | +1:10.035 | 8       | 10    |
| 7º   | 23 | Gino Borsoi       | UGT 3000 - Abruzzo             | Aprilia      | 24   | +1:14.682 | 15      | 9     |
| 8º   | 36 | Mika Kallio       | Red Devil Honda                | Honda        | 24   | +1:27.994 | 5       | 8     |
| 9º   | 77 | Thomas Lüthi      | Elit Grand Prix                | Honda        | 24   | +1:39.443 | 29      | 7     |
| 10º  | 26 | Daniel Pedrosa    | Telefonica Movistar jnr        | Honda        | 24   | +1:50.519 | 1       | 6     |
| 11º  | 57 | Chaz Davies       | CWF - Matteoni Racing          | Aprilia      | 24   | +1:54.525 | 30      | 5     |
| 12º  | 42 | Christian Pistoni | Italjet Racing Service         | Italjet      | 23   | +1 giro   | 33      | 4     |
| 13º  | 37 | Marco Simoncelli  | CWF - Matteoni Racing          | Aprilia      | 23   | +1 giro   | 32      | 3     |
| 14º  | 52 | Julián Simón      | Telefonica Movistar            | Honda        | 23   | +1 giro   | 27      | 2     |

### Ritirati
| Nº | Pilota           | Squadra                    | Motocicletta | Giri | Griglia |
| -- | ---------------- | -------------------------- | ------------ | ---- | ------- |
| 34 | Andrea Dovizioso | Scot Racing                | Honda        | 22   | 18      |
| 1  | Manuel Poggiali  | Gilera Racing              | Gilera       | 20   | 2       |
| 33 | Stefano Bianco   | Bossini Sterilgarda Racing | Aprilia      | 20   | 13      |
| 9  | Noboru Ueda      | Semprucci Angaia Racing    | Honda        | 18   | 16      |
| 84 | Michel Fabrizio  | Team Italia                | Gilera       | 16   | 19      |
| 31 | Mattia Angeloni  | Team Italia                | Gilera       | 15   | 23      |
| 20 | Imre Tóth        | Semprucci Angaia Racing    | Honda        | 13   | 31      |
| 80 | Héctor Barberá   | Master-Aspar               | Aprilia      | 9    | 14      |
| 19 | Alex Baldolini   | UGT 3000 - Abruzzo         | Aprilia      | 8    | 26      |
| 7  | Stefano Perugini | Italjet Racing Service     | Italjet      | 7    | 28      |
| 8  | Gábor Talmácsi   | PEV Moto ADAC Sachsen      | Honda        | 6    | 11      |
| 48 | Jorge Lorenzo    | Caja Madrid Derbi Racing   | Derbi        | 6    | 25      |
| 50 | Andrea Ballerini | FCC - TSR                  | Honda        | 6    | 17      |
| 12 | Klaus Nöhles     | PEV Moto ADAC Sachsen      | Honda        | 6    | 22      |
| 6  | Mirko Giansanti  | Scot Racing                | Honda        | 4    | 7       |
| 15 | Alex De Angelis  | Safilo Oxydo Race LCR      | Aprilia      | 4    | 10      |
| 11 | Max Sabbatani    | Bossini Sterilgarda Racing | Aprilia      | 4    | 24      |
| 41 | Yōichi Ui        | Caja Madrid Derbi Racing   | Derbi        | 3    | 3       |
| 25 | Joan Olivé       | Telefonica Movistar jnr    | Honda        | 1    | 12      |

### Non qualificati
| Nº | Pilota         | Squadra            | Motocicletta |
| -- | -------------- | ------------------ | ------------ |
| 78 | Pedro Monteiro | TZM Racing         | Honda        |
| 79 | João Pinto     | Internation Racing | Honda        |
| 94 | Filipe Costa   | Sergi Motos        | Yamaha       |